# Ernst II. von Sachsen

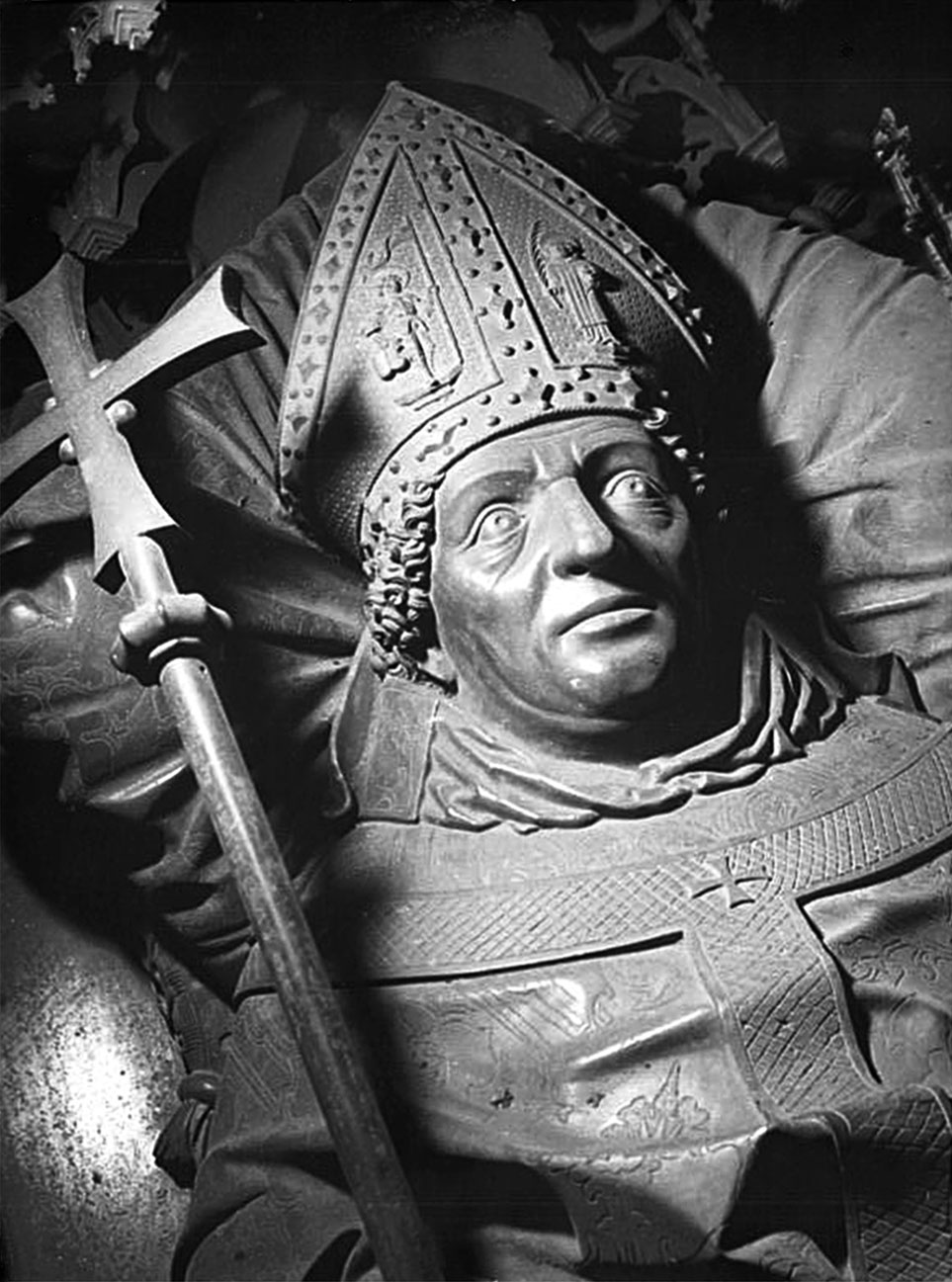
Ernst von Sachsen, Grabmal von Peter Vischer im Magdeburger Dom

Ernst von Sachsen, auch fälschlicherweise Ernst von Wettin (* 26. oder 27. Juni 1464; † 3. August 1513 in Halle) war zunächst postulierter und dann konsekrierter Erzbischof von Magdeburg (1476/1489–1513) und Administrator (Verwalter) des Bistums Halberstadt (1479–1513).

## Herkunft und Familie
Ernst wurde als drittes Kind des Kurfürsten Ernst von Sachsen (1441–1486) und seiner Frau Elisabeth von Bayern (1443–1484) geboren. Er stammte aus dem Geschlecht der Wettiner und war der jüngere Bruder des späteren sächsischen Kurfürsten Friedrich III. „der Weise“ (1486–1525). Während seinem Bruder die Nachfolge des Vaters bestimmt war, sollte die standesgemäße Versorgung Ernsts durch eine geistliche Laufbahn gesichert werden. Da die Besetzung von Bischofsstühlen mit Familienmitgliedern zudem der Machterweiterung der wettinischen Dynastie diente, wurden noch vor dem Tod des bisherigen Erzbischofs von Magdeburg, Johann von Simmern-Zweibrücken, mit dem Domkapitel erste schriftliche Verhandlungen über dessen Nachfolge aufgenommen.

## Wahl und Postulierung zum Erzbischof von Magdeburg
Nach dem Tod des Magdeburger Erzbischofs 1475 begannen intensive Verhandlungen über die Wahl Ernsts. Der Vorschlag der Wettiner stieß jedoch zunächst im Domkapitel auf einigen Widerstand, da Ernst zu diesem Zeitpunkt erst elf Jahre alt war. Dank des Einflusses der Wettiner gelang es im Januar 1476, die nötige Zweidrittelmehrheit für die Wahl von Ernst zu gewinnen.
Der kindliche Fürst erfüllte jedoch keine der vom Kirchenrecht vorgeschriebenen Amtsvoraussetzungen (Mindestalter von 30 Jahren, Priesterweihe und wissenschaftliche Ausbildung). Daher musste für die Rechtsgültigkeit der Wahl ein päpstlicher Dispens (amtliche Befreiung von einem Ver- oder Gebot) erlangt werden, den sich Papst Sixtus IV. (1414–1484) 1478 gegen eine hohe Summe abkaufen ließ. Erst der Dispens machte die Wahl rechtskräftig. Ernst wurde postulierter Erzbischof und Landesherr über das Erzstift Magdeburg mit den nicht zusammenhängenden Gebieten um Magdeburg und Halle sowie dem Jüterboger Land.
Erst am 22. November 1489 konnte sich Ernst in der Magdeburger Domkirche feierlich zum Erzbischof weihen und ordinieren lassen.

## Verhältnis zu Halle
Ein seit langem in Halle schwelender sozialer und politischer Konflikt zwischen den Gemeinheiten und Innungen (Handwerker) sowie den herrschenden Pfännern (Salzsiederpatriziat) bot die Chance, die Macht des Erzbischofs über die Stadt Halle an der Saale zu verstärken. Von den Beratern des Erzbischofs ermuntert, wagten die Innungen im September 1478 den bewaffneten Aufstand gegen die Pfänner. Dabei öffneten sie den verbündeten erzbischöflichen Truppen das Stadttor und ermöglichten die Einnahme der Stadt. Diese Gelegenheit nutzten Ernsts Verwandte und Berater, um die bis dahin relativ autonome Stadt dem Erzbischof gänzlich zu unterwerfen. Deutlich wurde das in der Regimentsordnung von 1479 und der Willkür von 1482, in denen die Rechte der Stadt beschnitten wurden.
In diesem Zusammenhang wurde auch ab 1479 mit dem Bau der Moritzburg begonnen. Die nach dem Schutzheiligen des Magdeburger Erzbistums, St. Mauritius, benannte Burg war seit 1503 die bevorzugte Residenz des Erzbischofs. Das Schloss gehörte zu den modernsten im Deutschland dieser Zeit und wies bereits Elemente der Frührenaissance auf (Welscher Giebel). In der Kapelle der Moritzburg, der Maria-Magdalenen-Kapelle, begann Ernst mit dem Aufbau eines Heiltumsschatzes, der den Grundstock bildete für die berühmte Reliquiensammlung seines Amtsnachfolgers, des Kardinals Albrecht von Brandenburg.

## Verhältnis zu Halberstadt
Im Jahr der Unterwerfung Halles, musste 1479 der Bischof von Halberstadt Gebhard von Hoym auf Drängen des Domkapitels zurücktreten. Da Kurfürst Ernst von Sachsen dem Domkapitel als Gegenleistung einen großzügigen Schuldenerlass anbot, wurde sein inzwischen 13-jähriger Sohn Ernst nach kurzen Verhandlungen zum Administrator im Bistum Halberstadt gewählt. Die Übernahme eines weiteren Bistums stellte jedoch eine kirchenrechtlich verbotene Pfründen- oder Ämterhäufung dar. Daher begab sich Kurfürst Ernst 1480 persönlich nach Rom, um für seinen Sohn erneut einen päpstlichen Dispens zu erhalten.
Als in den folgenden Jahren ein Streit um die Besetzung des Gerichts zwischen Ernst und dem Rat von Halberstadt eskalierte, wurde die Stadt 1486 von erzbischöflichen Truppen belagert. Als die Stadt schließlich nach vier Wochen kapitulieren musste, wurde Halberstadt, ähnlich wie Halle, der Herrschaft des Erzbischofs unterworfen.

## Verhältnis zu Magdeburg
Auch das Verhältnis des Erzbischofs zu Magdeburg war vor allem durch Spannungen und Konflikte geprägt. Denn Magdeburg sah sich selbst als reichsunmittelbar, also nur dem Kaiser unterstellt, während Ernst sich als Herr der Stadt betrachtete. Bereits 1482 kam es zum Konflikt, als der Magdeburger Rat die Zahlung der „Reichstürkensteuer“ an Ernst verweigerte und die Steuer als Zeichen der Unabhängigkeit direkt an den Kaiser entrichten wollte. Obwohl beide Seiten auch mit militärischen Mitteln drohten, wurde der Streit zunächst am Hof Kaiser Friedrichs III. (1415–1493) juristisch ausgetragen und zog sich dort in die Länge. Nach der Belagerung und militärischen Unterwerfung Halberstadts 1486 stimmte Magdeburg jedoch noch im selben Jahr einem Vergleich mit dem Erzbischof zu und gab den Anspruch auf Reichsunmittelbarkeit (zunächst) auf.

## Judenvertreibung
Ernst II. war als Landesherr des Erzstifts Magdeburg auch für den Schutz der ansässigen Juden zuständig. Diese entrichteten dafür ein Schutzgeld. Das Verhältnis von Christen und Juden im Erzstift war, wie anderswo während des Spätmittelalters im Heiligen Römischen Reich auch, gespannt bis latent feindselig. Oftmals kam es zu verbalen und tätlichen Auseinandersetzungen zwischen Angehörigen beider Konfessionen, so auch 1492 in Magdeburg. Im Mai verhöhnten zwei Juden auf dem Weg nach Calbe zwei Mönche des Franziskanerordens. Als einer der Ordensbrüder die Schmiede- und Schustergesellen der Stadt öffentlich zu Übergriffen gegen die Magdeburger Juden aufrief, eskalierte der Konflikt. 40–50 Gesellen attackierten auf dem Neuen Markt von Magdeburg einige dort anwesenden Juden; einer der Juden wurde erschlagen. Die jüdische Gemeinde Magdeburgs, die in der Vorstadt Sudenburg ansässig war, verklagte die Täter beim Rat der Altstadt Magdeburg, der die Klage jedoch abwies. Daraufhin baten die Juden den Erzbischof schriftlich um Schutz. Ihre Erwartungen wurden jedoch enttäuscht. Nachdem Ernst II. im Oktober 1492 am Sternberger Hostienschänderprozess als Richter beteiligt war, in dessen Ergebnis 27 Juden auf dem Scheiterhaufen verbrannt worden waren und alle übrigen Mecklenburg verlassen mussten, befahl auch er die Vertreibung der unter seinem Schutz stehenden Juden. 1493 mussten die 150–200 Juden der jüdischen Gemeinde von Magdeburg die Stadt und das Erzstift verlassen, auch in Halle (Saale). In einem Schreiben an den Rat von Sudenburg vom August 1493 begründet er seinen Entschluss damit, dass die Juden „doselbst vaste ungebürliche handel wider der heiligen kirchen und unser geboth und ordnung der heiligen rechte mannichfaltig geübet“. Die Juden erhielten den Erlös aus dem Verkaufe ihrer Grundstücke, die der Rat von Sudenburg auf erzbischöflichen Befehl erwerben musste und durften ihre fahrende Habe mitnehmen. Für den Gebrauch der Grundstücke musste der Sudenburger Rat jährlich zweimal 65 rheinische Gulden Zins für den erzbischöflichen Tisch zahlen. Das ehemalige Judendorf erhielt den Namen Mariendorf und wurde zu einem Teil von Sudenburg. Die Synagoge wurde in eine Marienkapelle umgewandelt, ebenso wie zwischen 1349 und 1519 im deutschsprachigen Raum noch 15 weitere. Der zur jüdischen Gemeinde gehörende Friedhof, der Judenkever bei Buckau wurde aufgegeben und zu einer Ackerfläche umgenutzt.
In den folgenden Jahren wiesen auch die Bischöfe der Magdeburger Suffragandiözesen Naumburg-Zeitz und Merseburg ihre Schutzjuden aus. Der Merseburger Bischof Thilo von Trotha lehnte noch 1493 die vom Magdeburger Erzbischof geforderte Ausweisung der Juden ab. Erst nach seinem Tod 1514 wurden die Juden von seinem Nachfolger Adolf von Anhalt-Zerbst vertrieben. 1494 erhielten die Bischofsstädte Naumburg und Zeitz von Bischof Johann III. von Schönberg die Zusage „die ansässigen Juden nach Ablauf ihrer Geleite und Verschreibungen zu verabschieden, aus allen Gebieten auszuweisen und auch künftig keine Juden mehr zuzulassen.“ Die Räte dieser Städte hatten sich über die von den Juden genommenen Wucherzinsen und deren rücksichtslose Eintreibung beschwert. Noch 1494 wurden alle Juden aus der Stadt Naumburg, nicht aber aus der Diözese und 1517 aus der Stadt Zeitz ausgewiesen. Zum Ersatz der ausgefallenen Judengelder hatte Naumburg jährlich 60 und Zeitz 40 rheinische Gulden an die bischöfliche Kammer zu zahlen, ablösbar mit 1200 bzw. 800 rheinischen Gulden.

## Tod und Bestattung
Bereits seit 1503 traten bei Erzbischof Ernst erstmals Symptome auf, die auf eine Ansteckung mit der Syphilis schließen lassen. Es ist jedoch unklar, ob die Syphilis direkt zum Tod führte oder ob Ernst schließlich einer anderen Infektion erlag. Da er seinen nahenden Tod vorhersah, legte er am 2. August 1513 die Beichte ab und starb am folgenden Tag in seiner Residenz, der Moritzburg in Halle.
Seinem Wunsch entsprechend wurde das Herz des Erzbischofs in der Maria-Magdalenen-Kapelle der Moritzburg in Halle beigesetzt. Der Leichnam wurde dagegen nach Magdeburg überführt. Im dortigen Dom hatte Ernst bereits 1494 eine der Hl. Maria geweihte Kapelle gestiftet, deren Mittelpunkt eine 1495 gefertigte prächtige Grabtumba aus Messing bildete. Sie wurde in der berühmten Werkstatt Peter Vischers in Nürnberg gegossen. Ernst ordnete 1477 die Wiederaufnahme der 1363 eingestellten Bauarbeiten am Magdeburger Dom an und gilt daher als Vollender der größten jemals fertiggestellten gotischen Kathedrale des Mittelalters. Am 10. August 1513 wurde Ernst in einer bis heute unberührten Gruft unterhalb der Vischer-Tumba beigesetzt. Neben anderen Inschriften findet sich am Fußende der Tumba auch der Vermerk des Messinggießers Vischer/Fischer: „gemacht zu nurnberg von mir / peter fischer rotgießer und ist / volbracht worden da man zalt / 1*4*9*5 iar“